# Каяндер, Аймо
Аймо Каарло Каяндер (фин. Aimo Kaarlo Cajander; 4 апреля 1879, Нюстад, Великое княжество Финляндское — 21 января 1943, Хельсинки, Финляндия) — финский ботаник и политический деятель, премьер-министр в 1922, 1924 и 1937–1939 годах.

## Биография
Отец заведовал школой, преподавал естествознание, поддерживал в сыне интерес к природе. В 1901 году А. К. Каяндер окончил Хельсинкский университет, получив ботаническое образование. Сразу по окончании университета молодому учёному было поручено проведение сложной научной экспедиции Российской академии наук. Экспедиция прошла участок реки Лены от Качуга до низовьев. На небольшом баркасе Каяндер с помощниками спускались по течению реки, останавливаясь каждые 30-40 километров и исследуя лес на глубину 10-15 км. Именно здесь Каяндер собрал материал, по которому позднее создал свою, революционную для науки, систему классификации лесов. В дальнейшем занимался изучением лесов Финляндии, в 1911—1934 был профессором лесоводства, в 1934—1943 — Генеральным директором Лесопарковой службы Финляндии. В политику пришёл в 1922, когда президент К. Ю. Стольберг назначил его премьер-министром, во второй раз Каяндер занял должность премьера в январе 1924, оба срока его премьерства были непродолжительны.
В 1927 Каяндер вступил в Национальную прогрессивную партию, а с 1933 по 1943 был её председателем. В 1928 Каяндер был назначен министром обороны, а в 1929 был избран в парламент Финляндии. Когда К. Каллио был избран президентом в 1937, он поручил Каяндеру как лидеру Национальной прогрессивной партии сформировать правительство большинства. Каяндер сформировал коалиционное правительство из двух крупнейших партии в парламенте — социал-демократов и Аграрной лиги.
Каяндер считал невозможным нападение СССР на Финляндию, поэтому уделял недостаточно внимания оснащению финской армии. В армии Финляндии того времени бытовало ироничное изречение «Мода Каяндера»: призывникам выдавали лишь ремень, эмблему на головной убор (для выполнения норм Гаагской конвенции о правах военнопленных) и, в лучшем случае, винтовки. Каяндеру принадлежит следующее широко известное высказывание: «Мы гордимся тем, что у нас мало оружия, ржавеющего в арсеналах, мало военного обмундирования, гниющего и покрывающегося плесенью на складах. Но у нас в Финляндии высокий уровень жизни и система образования, которой мы можем гордиться».
После начала Зимней войны А. Каяндер был отправлен в отставку.

## Научная деятельность
Период интенсивной научной деятельности Каяндера прололжался лишь с 1903 по 1913 год, однако за этот срок он сумел сделать ряд выдающихся открытий.
В ходе своих типологических исследований он обнаружил, что на севере Европейской части Российской империи и в Сибири существуют ботанические ассоциации, схожие практически по всем признакам, кроме одного: доминирующие виды в них разные, хотя и близкие друг другу. Так, например, в Европе это была ель обыкновенная — в Сибири ель сибирская, в Европе двукисточник — в Сибири бекмания. Таким образом им было открыто явление конвергенции на фитосоциологическом уровне. Такие ассоциации Каяндер назвал викарирующими, позднее им дали название изоценозов.
Также Каяндер одним из первых осознал важность для фитосоциологических исследований территорий речных пойм. Так как паводки каждый год проходят по-разному, то растительность пойм достаточно мобильна и изменчива, в зависимости от условий конкретного года. Однако Каяндер показал, что в подобных чередованиях пойменных ассоциаций остаётся определённый порядок, определяющийся двумя факторами: высотой над уровнем воды и интенсивностью отложения наилка.
Одним из важнейших научных достижений Каяндера является создание системы классификации лесов. Он предложил классифицировать леса по видам не основного, древесного яруса, а по видам нижних ярусов — почвенного, травяного, кустарничкового. Индикаторные растения из этих ярусов, как оказалось, обладают гораздо более узким экологическим диапазоном, что позволяет намного точнее описывать конкретные биоценозы, чем опираясь только на деревья, способные образовывать самые разнообразные группировки.